# 30minutes night flight
『30minutes night flight』（サーティーミニッツ ナイト フライト）は、坂本真綾の2作目のコンセプトミニアルバム。

## 概要
- 限定盤はDVD付の別絵柄ジャケットカバーケース仕様で、DVDにはオリジナルアニメーション・ショートフィルム『ユニバース』（劇団イヌカレーによる完全新作アニメーション映像(制作Production I.G)）が収録されている。

- タイトルにちなんで、全曲あわせて30分ちょうどで構成されている。
- キャッチコピーは「眠れない夜を過ごしたことがある、すべての人へ。30分間の夜間飛行」
- 累計出荷枚数は2.9万枚。

## 収録曲
| 全編曲: 森俊之。 |                                                |                                   |                                   |       |
| #                | タイトル                                       | 作詞                              | 作曲                              | 時間  |
| 1.               | 「30minutes night flight」                     | 坂本真綾                          | 山田稔明（from GOMES THE HITMAN） | 5:55  |
| 2.               | 「ドリーミング」                               | 坂本真綾                          | 奥田健介（from NONA REEVES）      | 3:59  |
| 3.               | 「記憶-there's no end」                        | 鈴木祥子                          | 鈴木祥子                          | 4:23  |
| 4.               | 「僕たちが恋をする理由」                       | 坂本真綾                          | 高田みち子                        | 5:31  |
| 5.               | 「セツナ」                                     | 山田稔明（from GOMES THE HITMAN） | 山田稔明（from GOMES THE HITMAN） | 4:20  |
| 6.               | 「ユニバース」                                 | 坂本真綾                          | 鈴木祥子                          | 4:28  |
| 7.               | 「30minutes night flight〜sound of a new day」 |                                   | 森俊之                            | 1:09  |
| 合計時間:        | 合計時間:                                      | 合計時間:                         | 合計時間:                         | 29:45 |

## 参加ミュージシャン
| 30minutes night flight - E.Bass：沖山優司 - Guitar：古川昌義 - All Other Instruments：森俊之 ドリーミング - Drums：江口信夫 - E.Bass：松原秀樹 - Guitars：古川昌義 - Percussion：浜口茂外也 - Fender Rhode＆Hammond Organ：森俊之 記憶-there's no end - All Instruments：森俊之 僕たちが恋をする理由 - A.Piano：塩谷哲 - Synthesizer Programming：森俊之 | セツナ - Drums＆Tambourine：河村"カースケ"智康 - E.Bass：亀田誠治 - Guitar：西川進 - A.Piano,Hammond Organ＆Mini moog：森俊之 ユニバース - E.Bass：沖山優司 - Grand Harp：朝川朋之 - Oboe：庄司知史 - Percussion：山田信正 - Strings：金原千恵子ストリングズ - All Other Instruments：森俊之 30minutes night flight〜sound of a new day - All Instruments：森俊之 |

## 概要
- 想いがことばになるとき ～「坂本真綾」と「ことば」～ - 本アルバムに関するインタビュー
- Night Flight 世界の星空 ～Music from 坂本真綾～ - 本アルバム収録曲を使用した上映番組